# Дойранска уклейка
Дойранска уклейка (Alburnus macedonicus) е вид дребна сладководна риба от семейство Шаранови.

## Разпространение
Видът е ендемичен за Дойранското езеро в Република Македония и Гърция. Видът е критично застрашен поради рязкото спадане на нивото на езерото. През 1990 г. водите спадат с 4 до 6 метра като това унищожава дънните растения, а от там води до рязко намаляване на видовете риба, които се хранят с водорасли, включително и дойранската уклейка. Прогнозите за вида не са благоприятни като се отчете продължаващото спадане нивото на водите.